# Kauã Elias
Kauã Elias Nogueira (28 de marzo de 2006) es un futbolista brasileño. Juega como delantero en el F. K. Shajtar Donetsk de la Liga Premier de Ucrania.

## Primeros años
Elias fue criado por su abuelo, José Elias, un ex portero que jugaba fútbol amateur en el municipio de Uberlândia, ya que sus padres estaban ocupados en el trabajo.

## Trayectoria
Después de haber jugado fútbol en las canchas de Uberlândia con su abuelo, Elias comenzó su carrera en la escuela de fútbol sala del Praia Clube. Sus actuaciones finalmente lo llevaron a ser notado por un cazatalentos del Fluminense a mediados de 2016. Fue invitado a una prueba con el club de Xerém, pero su abuelo inicialmente se mostró reacio a llevarlo debido a los altos costos del viaje. Sin embargo después, los dos se embarcaron en el viaje a Xerém y la prueba de Elias tuvo éxito.
Aunque era delantero, Elías obtendría más asistencias que goles al principio de su carrera con Fluminense. Su abuelo le ofreció R$ 25 (US$ 4,64) por cada gol que anotara, como un incentivo para alentarlo a ser más clínico de cara al arco, pero pronto tuvo que retractarse de su oferta, ya que Elias marcaría demasiados goles. Esta apuesta resultaría fructífera tanto para Elias como para Fluminense, ya que continuó con esta forma prolífica a medida que avanzaba en la academia, terminando como máximo goleador en varios torneos internacionales.
Firmó su primer contrato profesional con el club en junio de 2021, manteniéndolo en el club hasta 2027, con una cláusula de rescisión a clubes extranjeros por un valor estimado de R$ 280 millones (US$ 51,95 millones).
El 8 de febrero de 2025, tras jugar 47 partidos, marcar ocho goles y ganar la Copa Libertadores 2023 con Fluminense, se marchó al fútbol europeo después de fichar por el F. K. Shajtar Donetsk con un contrato de cinco años.

## Selección nacional
Elias fue llamado por primera vez a la selección sub-17 de Brasil en enero de 2023. Luego fue convocado nuevamente para el Campeonato Sudamericano Sub-17 de 2023, y en el primer partido contra Ecuador, anotó dos goles, aunque su equipo terminó empatando el juego 2-2. Finalmente el equipo brasileño se quedaría con el certamen y Elias se plasmaría como máximo anotador del torneo (5) junto a Claudio Echeverri.

## Palmarés

### Títulos nacionales
| Título          | Equipo                | País    | Año  |
| --------------- | --------------------- | ------- | ---- |
| Copa de Ucrania | F. K. Shajtar Donetsk | Ucrania | 2025 |

### Títulos internacionales
| Título            | Equipo           | País   | Año  |
| ----------------- | ---------------- | ------ | ---- |
| Copa Libertadores | Fluminense F. C. | Brasil | 2023 |